# Volkmar Halbleib

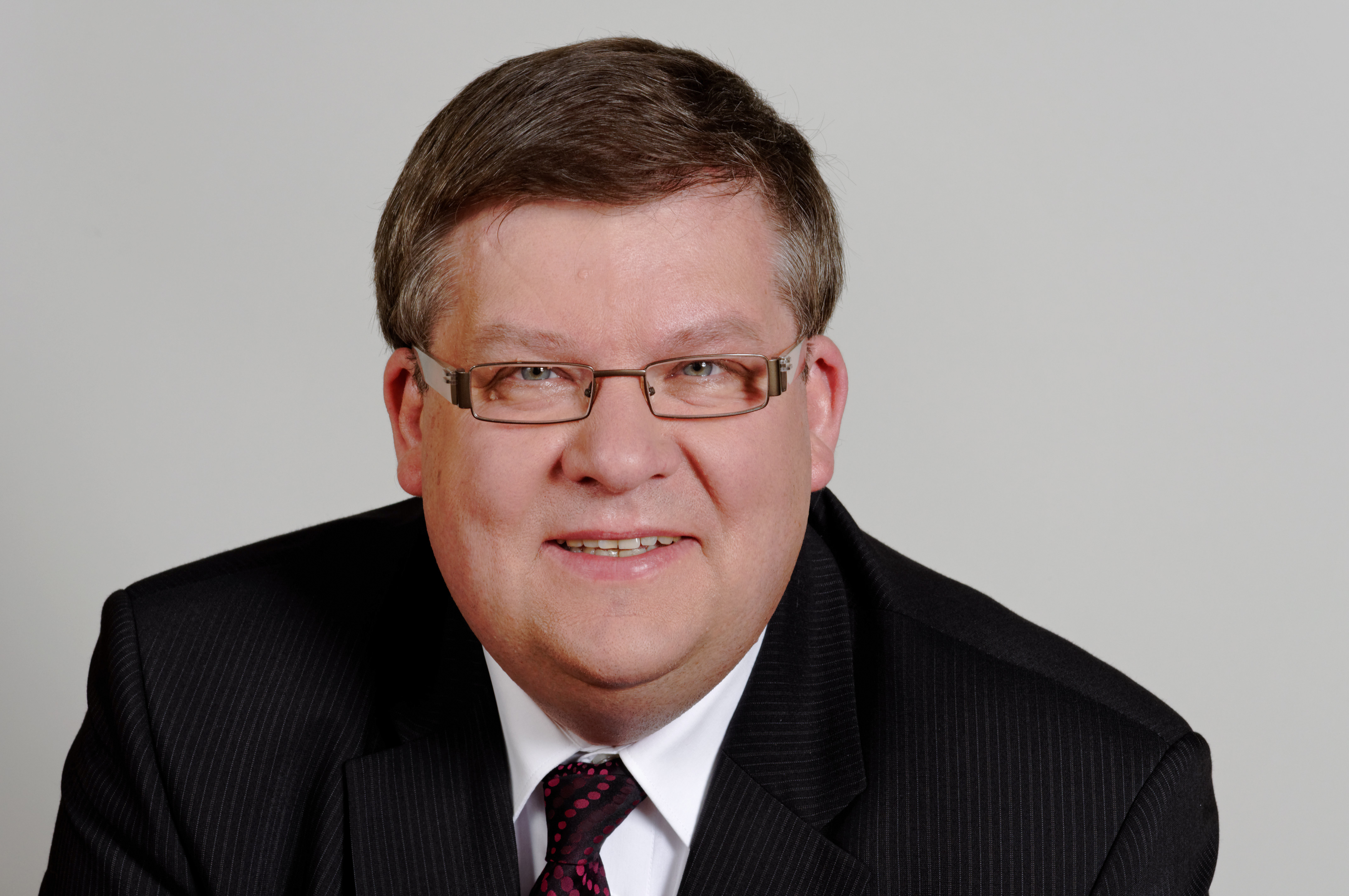
Volkmar Halbleib (2012)

Volkmar Halbleib (* 4. Juli 1964 in Ochsenfurt) ist ein deutscher Politiker (SPD) und Verwaltungsjurist. Er ist seit Oktober 2008 Abgeordneter des Bayerischen Landtags.

## Leben und Beruf
Volkmar Halbleib besuchte von 1970 bis 1974 die Grundschule Ochsenfurt und im Anschluss das Gymnasium Marktbreit, an dem er sein Abitur machte. Es folgte von 1984 bis 1990 ein Studium der Rechts- und Verwaltungswissenschaften an den Universitäten Würzburg und Speyer. Daneben arbeitete er mehrere Jahre als ständiger freier Mitarbeiter der Lokalredaktion Würzburg-Land/Ochsenfurt der Mainpost unter den Redakteuren Rainer Stumpf und Hans Michael Hensel.
Nach der Hochschule absolvierte er sein Rechtsreferendariat am Oberlandesgericht Bamberg. In den Jahren 1992/93 war er Wissenschaftlicher Assistent an der Universität Würzburg (Lehrstuhl für Staats- und Verwaltungsrecht), dann 1994/95 Assistent am Verwaltungsgericht Ansbach tätig. Als Verwaltungsrichter waren seine Hauptaufgaben die Gebiete Kommunal-, Abgaben- und Gewerberecht, Immissionsschutz- und Abfallrecht sowie Ausländer- und Asylrecht. Am Landratsamt Bad Kissingen war er von 1995 bis 2002 tätig. Dort war er als Juristischer Staatsbeamter angestellt und übernahm die Leitung der Umweltabteilung. Zudem war er vom Landkreis Bad Kissingen als erster Werkleiter des Abfallwirtschaftsbetriebs, als Agenda 21-Beauftragter und als Geschäftsführer der „Regionalen Arbeitsgemeinschaft Rhön“ beauftragt. Von 2002 bis zu seinem Einzug in den Bayerischen Landtag 2008 war er für die Regierung von Unterfranken Leiter des Sachgebietes „Organisation, Information und Kommunikation“ und der Stabsstelle „Controlling“.
2025 wurde ihm der Bayerische Verdienstorden verliehen.
Volkmar Halbleib ist verheiratet. Er ist römisch-katholischer Konfession.

## Politik
Volkmar Halbleib, der seit 1987 Mitglied der SPD Bayern ist, gehörte als Beisitzer dem Landesvorstand der Sozialdemokratischen Gemeinschaft für Kommunalpolitik an und ist stellvertretender Vorsitzender seiner Partei in Unterfranken.

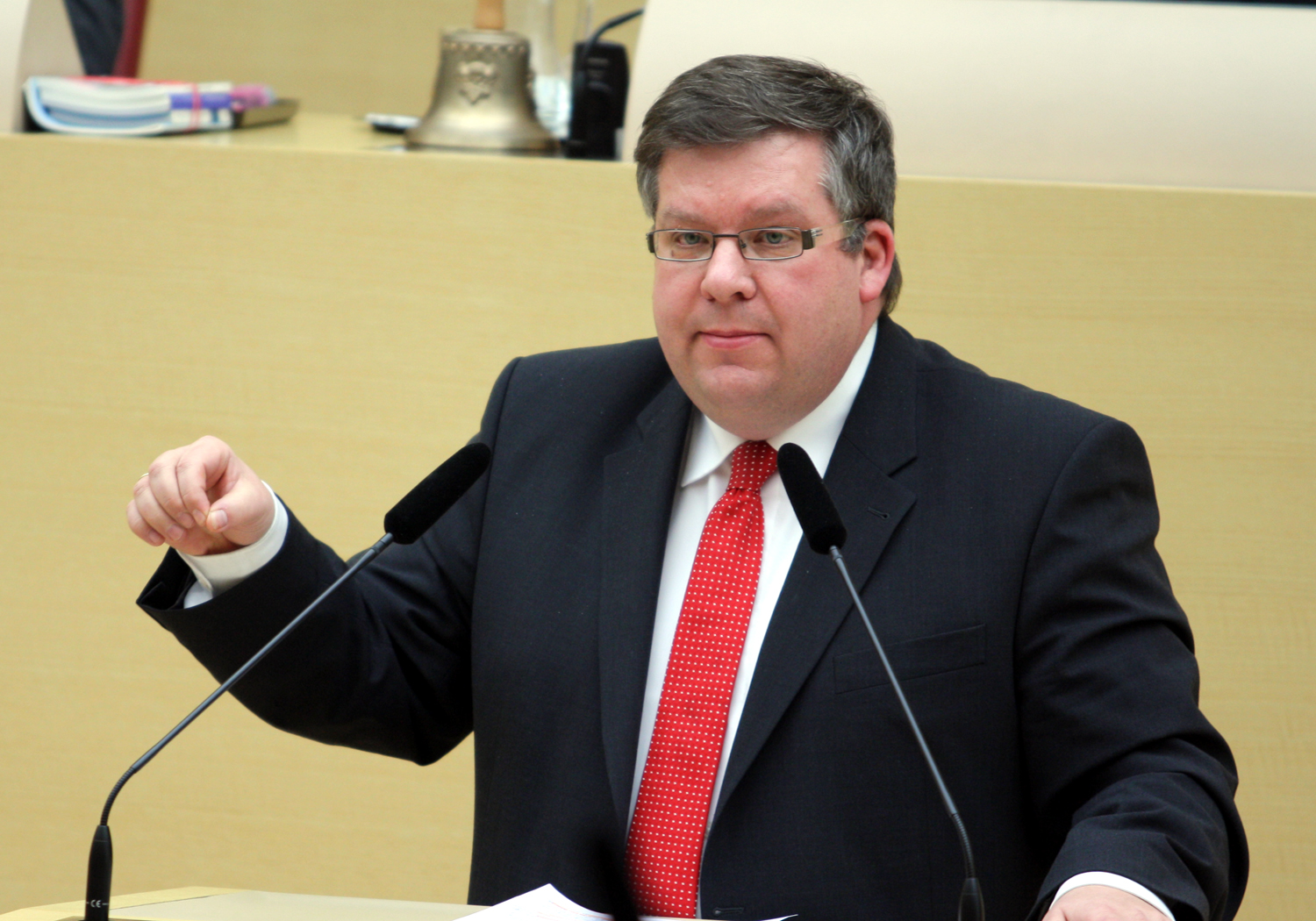
Volkmar Halbleib während einer Rede im Bayerischen Landtag (Februar 2012)

Kommunalpolitisch war er Stadtrat sowie Umwelt- und Verwaltungsreferent der Stadt Ochsenfurt von 1990 bis 1994 und ist es wieder seit 2002. Zudem sitzt er seit 2002 im Kreistag und war dort Vorsitzender der SPD-Kreistagsfraktion im Landkreis Würzburg von 2002 bis 2014. 2008/2009 war er Stellvertretender Landrat des Kreises.
2008 kandidierte Volkmar Halbleib als Bürgermeister von Ochsenfurt. Im ersten Wahlgang hatte er mit 37,0 % das beste Ergebnis der drei Kandidaten, verlor aber in der Stichwahl gegen Rainer Friedrich mit nur 47,4 % der abgegebenen Stimmen. Bei der Landtagswahl in Bayern 2008 verlor er im Stimmkreis Würzburg-Land mit 21,4 % der Stimmen gegen Manfred Ländner, wurde aber über die Bezirksliste des Wahlkreises Unterfranken gewählt und ist nun seit dem 20. Oktober 2008 Abgeordneter im Bayerischen Landtag. Dort gehörte er als Mitglied dem Ausschuss für Staatshaushalt und Finanzfragen an.
Im Oktober 2009 wurde er Vorsitzender des Arbeitskreises Haushalt der SPD-Landtagsfraktion und übernahm bis 2016 den stellvertretenden Vorsitz des Ausschusses für Staatshaushalt und Finanzfragen. 
Am 8. Juni 2011 wurde Volkmar Halbleib zum stellvertretenden Vorsitzenden der SPD-Landtagsfraktion gewählt.
Nach der Landtagswahl wurde er im Oktober 2013 Parlamentarischer Geschäftsführer der Fraktion und blieb dies zunächst bis 2021. Seit Juni 2014 ist er Sprecher der SPD-Landtagsfraktion für Heimatvertriebene und Aussiedler. Am 14. Oktober 2018 und am 8. Oktober 2023 konnte Volkmar Halbleib erneut in den bayerischen Landtag einziehen. Er ist in der aktuellen Legislaturperiode wieder Mitglied im Ausschuss für Staatshaushalt und Finanzfragen. Nach dem Rücktritt der Fraktionsspitze der SPD-Fraktion im Bayerischen Landtag im Juli 2024 wurde er erneut zum Parlamentarischen Geschäftsführer der Fraktion gewählt.
Weitere Funktionen (Stand 2024):
- Ältestenrat (Mitglied)
- Rundfunkrat (Mitglied)
- Stiftungsrat der Sudetendeutschen Stiftung (Mitglied)